# 구해줘!
《구해줘!》(Midnight Express)는 한국에서 제작된 김의석 감독의 2011년 영화이다. 정인기 등이 주연으로 출연하였고 배하나 등이 제작에 참여하였다.

## 출연

### 주연
- 정인기
- 구교환

## 기타
- 조명: 백성빈
- 녹음: 손용익